# Дарко Бајић
Дарко Бајић (Београд, 14. мај 1955) српски је режисер, сценариста, универзитетски професор и продуцент.

## Биографија
Отац му је био сликар Милош Бајић.
Дарко Бајић је дипломирао 1982. године, са дугометражним играним филмом Директан пренос. То је био први случај да студент дипломира са дугометражним играним филмом.
Ово остварење ће бити вишеструко награђивано: специјална награда жирија за дебитантског редитеља на Филмском фестивалу у Пули, Златна врата Пуле за најбољу продукцију и још десетина награда на осталим фестивалима у Југославији, док је на међународном филмском фестивалу у Манхајму филм освојио три званичне награде.
Бајић се посебно прославио када је режирао ТВ серију "Сиви дом" (1984 — 1985). Серија је постала изузетно позната широм бивше СФРЈ, и била је „одскочна даска“ за тада младе глумце као што су Зоран Цвијановић, Бранислав Лечић, Мима Караџић, Дубравко Јовановић, Никола Којо и Мирјана Јоковић.
Често сарађује са Браниславом Лечићем, Драганом Бјелогрлићем и Лазаром Ристовским.
Бајић је режирао четири представе у „Звездара театру": „Мала“, „Живот Јованов“, „Брод љубави“, „Осама-Касаба у Њујорку”.
Завршно са 2024, Бајић је био директор Лесковачког интернационалног филмског фестивала режије (LIFFE).
Додељена му је Награда за целокупно стваралаштво и допринос српској кинематографији Удружења филмских уметника Србије.
Новембра 2024. објавио је књигу „Филм давне будућности“.

## Филмографија
| Год.        | Назив                     |
| ----------- | ------------------------- |
| 1981        | Траг                      |
| 1982        | Директан пренос           |
| 1984 — 1985 | Сиви дом                  |
| 1988        | Заборављени               |
| 1990        | Заборављени               |
| 1990        | Почетни ударац            |
| 1992        | Црни бомбардер            |
| 1997        | Балканска правила         |
| 2000        | Рат уживо                 |
| 2004        | Цимерке                   |
| 2008        | Заустави време            |
| 2008        | На лепом плавом Дунаву    |
| 2011        | О Гринго                  |
| 2015        | Бићемо прваци света       |
| 2016        | Прваци света              |
| 2019        | Линија живота             |
| 2020        | Име народа                |
| -//-        | Сибир (филм) (у припреми) |